# (13530) Ninnemann
(13530) Ninnemann est un astéroïde de la ceinture principale.

## Description
(13530) Ninnemann est un astéroïde de la ceinture principale. Il fut découvert le 9 septembre 1991 à Tautenburg par Lutz Dieter Schmadel et Freimut Börngen. Il présente une orbite caractérisée par un demi-grand axe de 2,31 UA, une excentricité de 0,06 et une inclinaison de 6,5° par rapport à l'écliptique.

## Compléments